# Großer Preis von Schweden 1978
Der Große Preis von Schweden 1978 (offiziell XIV Sveriges Grand Prix) fand am 17. Juni auf dem Scandinavian Raceway in Anderstorp statt und war das achte Rennen der Automobil-Weltmeisterschaft 1978.

## Berichte

### Hintergrund
Die Rennstrecke in Anderstorp, auf der seit 1973 der Große Preis von Schweden ausgetragen wurde, war am Ende der langen Gegengeraden mit einer Schikane modifiziert worden, die die Strecke um 13 Meter verlängerte.
Zur Saisonmitte hatte man bei Brabham unter Federführung des Chefdesigners Gordon Murray kurzfristig eine Weiterentwicklung des BT46 konstruiert, die als BT46B bezeichnet wurde und beim Schweden-GP erstmals eingesetzt wurde. Der Wagen verfügte am Heck über einen überdimensionierten Ventilator, der vom Team offiziell als Hilfsmittel zur Ölkühlung deklariert wurde, um den damaligen Regeln zu entsprechen, die bewegliche aerodynamische Hilfsmittel untersagten. In Wirklichkeit diente das Gerät allerdings dazu, Luft nach hinten abzusaugen, um unter dem durch Seitenschürzen abgedichteten Fahrzeugboden einen Unterdruck herzustellen. Man wollte damit einen ähnlichen Abtrieb erreichen, wie die zu diesem Zeitpunkt der Saison überlegenen Lotus 79, die mit sehr effektiver Wing Car-Technik ausgestattet waren. Die Konkurrenten verurteilten das Prinzip, da es sich ihrer Meinung nach eindeutig um ein verbotenes aerodynamisches Hilfsmittel handelte und der Ventilator darüber hinaus Steine aufwirbelte, die hinterherfahrende Piloten mit hoher Geschwindigkeit am Helm trafen. Sie legten Protest ein, doch der Wagen durfte zunächst eingesetzt werden.
Da sein bisheriges Team Theodore Racing vorübergehend pausierte, wechselte Keke Rosberg zu ATS, um dort Alberto Colombo zu ersetzen. Da außerdem das Martini-Team fehlte, ergab sich aufgrund von lediglich 27 gemeldeten Fahrern keine Notwendigkeit für eine Vorqualifikation, wie sie bei den meisten vorangegangenen Grand Prix der Saison durchgeführt worden war.
Rolf Stommelen bestritt seinen 50. Grand Prix.

### Training
Mario Andretti sicherte sich erneut mit großem Vorsprung von nahezu sieben Zehntelsekunden die Pole-Position. Noch vor seinem Teamkollegen Ronnie Peterson qualifizierten sich allerdings tatsächlich die Brabham-Werkspiloten John Watson und Niki Lauda mit ihren umstrittenen Fahrzeugen für die Plätze zwei und drei. Der gewünschte Effekt des Ventilators schien zu wirken. Riccardo Patrese erreichte den fünften Startplatz für das Team Arrows, das sich nach wie vor mit Shadow in einem Rechtsstreit um die angeblich kopierten Baupläne des DN9 befand.

### Rennen
Während Andretti die Führung übernahm, geriet Watson, den Lauda am Start überholt hatte, unter Druck von Patrese. Dieser übernahm in der zweiten Runde den dritten Platz. Watson fiel eine Runde später auch hinter Peterson zurück.
In der zehnten Runde ging Peterson an Patrese vorbei, wurde jedoch kurz darauf aufgrund eines Reifenschadens langsamer. In der 20. Runde schied Watson aufgrund eines technischen Defektes aus. Während sich Andretti und Lauda um die Spitzenposition duellierten, folgte hinter dem zu diesem Zeitpunkt ungefährdet auf dem dritten Platz liegenden Patrese mit einigem Abstand Carlos Reutemann vor Alan Jones und Gilles Villeneuve.
Durch einen Fahrfehler Andrettis konnte Lauda in der 38. Runde die Führung übernehmen. Neun Runden später schied der US-Amerikaner aufgrund eines Motorschadens aus. Dadurch gelangte Patrese auf den zweiten Rang. Er verteidigte diesen knapp gegen Peterson, der nach einem Reifenwechsel wieder einige Positionen gutgemacht hatte. Jacques Laffite, der nach dem technisch bedingten Ausfall von Jones auf dem vierten Rang gelegen hatte, ging in der drittletzten Runde der Kraftstoff aus. Somit musste er seine Position Patrick Tambay überlassen, der letztlich vor Clay Regazzoni und Emerson Fittipaldi Vierter wurde.
Lauda gelang mit dem Brabham BT46B der einzige Sieg beim einzigen Einsatz des Wagens. In der Woche nach dem Rennen wurde dem Protest der übrigen Teams stattgegeben und das Ventilator-Prinzip verboten.

## Meldeliste
| Team                            | Nr. | Fahrer                | Chassis        | Motor                     | Reifen |
| ------------------------------- | --- | --------------------- | -------------- | ------------------------- | ------ |
| Parmalat Racing Team            | 01  | Niki Lauda            | Brabham BT46B  | Alfa Romeo 115-12 3.0 F12 | G      |
| Parmalat Racing Team            | 02  | John Watson           | Brabham BT46B  | Alfa Romeo 115-12 3.0 F12 | G      |
| Elf Team Tyrrell                | 03  | Didier Pironi         | Tyrrell 008    | Ford Cosworth DFV 3.0 V8  | G      |
| Elf Team Tyrrell                | 04  | Patrick Depailler     | Tyrrell 008    | Ford Cosworth DFV 3.0 V8  | G      |
| John Player Team Lotus          | 05  | Mario Andretti        | Lotus 79       | Ford Cosworth DFV 3.0 V8  | G      |
| John Player Team Lotus          | 06  | Ronnie Peterson       | Lotus 79       | Ford Cosworth DFV 3.0 V8  | G      |
| Marlboro Team McLaren           | 07  | James Hunt            | McLaren M26    | Ford Cosworth DFV 3.0 V8  | G      |
| Marlboro Team McLaren           | 08  | Patrick Tambay        | McLaren M26    | Ford Cosworth DFV 3.0 V8  | G      |
| ATS Racing Team                 | 09  | Jochen Mass           | ATS HS1        | Ford Cosworth DFV 3.0 V8  | G      |
| ATS Racing Team                 | 10  | Keke Rosberg          | ATS HS1        | Ford Cosworth DFV 3.0 V8  | G      |
| Scuderia Ferrari SpA SEFAC      | 11  | Carlos Reutemann      | Ferrari 312T3  | Ferrari 015 3.0 F12       | M      |
| Scuderia Ferrari SpA SEFAC      | 12  | Gilles Villeneuve     | Ferrari 312T3  | Ferrari 015 3.0 F12       | M      |
| Fittipaldi Automotive           | 14  | Emerson Fittipaldi    | Fittipaldi F5A | Ford Cosworth DFV 3.0 V8  | G      |
| Équipe Renault Elf              | 15  | Jean-Pierre Jabouille | Renault RS01   | Renault EF1 1.5 V6t       | M      |
| Shadow Racing Team              | 16  | Hans-Joachim Stuck    | Shadow DN9     | Ford Cosworth DFV 3.0 V8  | G      |
| Shadow Racing Team              | 17  | Clay Regazzoni        | Shadow DN9     | Ford Cosworth DFV 3.0 V8  | G      |
| Durex Team Surtees              | 18  | Rupert Keegan         | Surtees TS20   | Ford Cosworth DFV 3.0 V8  | G      |
| Beta Team Surtees               | 19  | Vittorio Brambilla    | Surtees TS20   | Ford Cosworth DFV 3.0 V8  | G      |
| Walter Wolf Racing              | 20  | Jody Scheckter        | Wolf WR5       | Ford Cosworth DFV 3.0 V8  | G      |
| Team Tissot Ensign              | 22  | Jacky Ickx            | Ensign N177    | Ford Cosworth DFV 3.0 V8  | G      |
| Team Rebaque                    | 25  | Héctor Rebaque        | Lotus 78       | Ford Cosworth DFV 3.0 V8  | G      |
| Ligier Gitanes                  | 26  | Jacques Laffite       | Ligier JS9     | Matra MS78 3.0 V12        | G      |
| Williams Grand Prix Engineering | 27  | Alan Jones            | Williams FW06  | Ford Cosworth DFV 3.0 V8  | G      |
| Liggett Group/BS Fabrications   | 30  | Brett Lunger          | McLaren M26    | Ford Cosworth DFV 3.0 V8  | G      |
| Arrows Racing Team              | 35  | Riccardo Patrese      | Arrows FA1     | Ford Cosworth DFV 3.0 V8  | G      |
| Arrows Racing Team              | 36  | Rolf Stommelen        | Arrows FA1     | Ford Cosworth DFV 3.0 V8  | G      |
| Team Merzario                   | 37  | Arturo Merzario       | Merzario A1    | Ford Cosworth DFV 3.0 V8  | G      |

## Klassifikationen

### Startaufstellung
| Pos. | Fahrer                | Konstrukteur       | Zeit     | Ø-Geschwindigkeit | Start |
| ---- | --------------------- | ------------------ | -------- | ----------------- | ----- |
| 01   | Mario Andretti        | Lotus-Ford         | 1:22,058 | 176,846 km/h      | 01    |
| 02   | John Watson           | Brabham-Alfa Romeo | 1:22,737 | 175,394 km/h      | 02    |
| 03   | Niki Lauda            | Brabham-Alfa Romeo | 1:22,783 | 175,297 km/h      | 03    |
| 04   | Ronnie Peterson       | Lotus-Ford         | 1:23,120 | 174,586 km/h      | 04    |
| 05   | Riccardo Patrese      | Arrows-Ford        | 1:23,369 | 174,065 km/h      | 05    |
| 06   | Jody Scheckter        | Wolf-Ford          | 1:23,621 | 173,540 km/h      | 06    |
| 07   | Gilles Villeneuve     | Ferrari            | 1:23,730 | 173,314 km/h      | 07    |
| 08   | Carlos Reutemann      | Ferrari            | 1:23,737 | 173,300 km/h      | 08    |
| 09   | Alan Jones            | Williams-Ford      | 1:23,951 | 172,858 km/h      | 09    |
| 10   | Jean-Pierre Jabouille | Renault            | 1:23,963 | 172,833 km/h      | 10    |
| 11   | Jacques Laffite       | Ligier-Matra       | 1:24,030 | 172,695 km/h      | 11    |
| 12   | Patrick Depailler     | Tyrrell-Ford       | 1:24,203 | 172,341 km/h      | 12    |
| 13   | Emerson Fittipaldi    | Fittipaldi-Ford    | 1:24,274 | 172,195 km/h      | 13    |
| 14   | James Hunt            | McLaren-Ford       | 1:24,761 | 171,206 km/h      | 14    |
| 15   | Patrick Tambay        | McLaren-Ford       | 1:24,986 | 170,753 km/h      | 15    |
| 16   | Clay Regazzoni        | Shadow-Ford        | 1:25,007 | 170,711 km/h      | 16    |
| 17   | Didier Pironi         | Tyrrell-Ford       | 1:25,813 | 169,107 km/h      | 17    |
| 18   | Vittorio Brambilla    | Surtees-Ford       | 1:26,618 | 167,536 km/h      | 18    |
| 19   | Jochen Mass           | ATS-Ford           | 1:26,787 | 167,209 km/h      | 19    |
| 20   | Hans-Joachim Stuck    | Shadow-Ford        | 1:27,011 | 166,779 km/h      | 20    |
| 21   | Héctor Rebaque        | Lotus-Ford         | 1:27,139 | 166,534 km/h      | 21    |
| 22   | Arturo Merzario       | Merzario-Ford      | 1:27,479 | 165,887 km/h      | 22    |
| 23   | Keke Rosberg          | ATS-Ford           | 1:27,560 | 165,733 km/h      | 23    |
| 24   | Rolf Stommelen        | Arrows-Ford        | 1:27,812 | 165,258 km/h      | 24    |
| DNQ  | Rupert Keegan         | Surtees-Ford       | 1:28,282 | 164,378 km/h      | –     |
| DNQ  | Brett Lunger          | McLaren-Ford       | 1:28,388 | 164,181 km/h      | –     |
| DNQ  | Jacky Ickx            | Ensign-Ford        | 1:28,400 | 164,158 km/h      | –     |

### Rennen
| Pos. | Fahrer                | Konstrukteur       | Runden | Stopps | Zeit        | Start | Schnellste Runde |
| ---- | --------------------- | ------------------ | ------ | ------ | ----------- | ----- | ---------------- |
| 01   | Niki Lauda            | Brabham-Alfa Romeo | 70     | 0      | 1:41:00,606 | 03    | 1:24,836 (05.)   |
| 02   | Riccardo Patrese      | Arrows-Ford        | 70     | 0      | + 34,019    | 05    | 1:25,897         |
| 03   | Ronnie Peterson       | Lotus-Ford         | 70     | 1      | + 34,105    | 04    | 1:25,897         |
| 04   | Patrick Tambay        | McLaren-Ford       | 69     | 0      | + 1 Runde   | 15    |                  |
| 05   | Clay Regazzoni        | Shadow-Ford        | 69     | 0      | + 1 Runde   | 16    | 1:27,164         |
| 06   | Emerson Fittipaldi    | Fittipaldi-Ford    | 69     | 0      | + 1 Runde   | 13    | 1:26,819         |
| 07   | Jacques Laffite       | Ligier-Matra       | 69     | 0      | + 1 Runde   | 11    | 1:27,337         |
| 08   | James Hunt            | McLaren-Ford       | 69     | 0      | + 1 Runde   | 14    | 1:27,271         |
| 09   | Gilles Villeneuve     | Ferrari            | 69     | 0      | + 1 Runde   | 07    | 1:25,665         |
| 10   | Carlos Reutemann      | Ferrari            | 69     | 0      | + 1 Runde   | 08    | 1:32,118         |
| 11   | Hans-Joachim Stuck    | Shadow-Ford        | 68     | 0      | + 2 Runden  | 20    | 1:28,511         |
| 12   | Héctor Rebaque        | Lotus-Ford         | 68     | 0      | + 2 Runden  | 21    | 1:28,552         |
| 13   | Jochen Mass           | ATS-Ford           | 68     | 0      | + 2 Runden  | 19    | 1:28,670         |
| 14   | Rolf Stommelen        | Arrows-Ford        | 67     | 0      | + 3 Runden  | 24    | 1:29,354         |
| 15   | Keke Rosberg          | ATS-Ford           | 63     | 2      | + 7 Runden  | 23    | 1:29,714         |
| –    | Arturo Merzario       | Merzario-Ford      | 62     | 0      | NC          | 22    | 1:29,034         |
| –    | Mario Andretti        | Lotus-Ford         | 46     | 0      | DNF         | 01    | 1:25,064         |
| –    | Alan Jones            | Williams-Ford      | 46     | 0      | DNF         | 09    | 1:26,213         |
| –    | Patrick Depailler     | Tyrrell-Ford       | 42     | 0      | DNF         | 12    | 1:26,898         |
| –    | Jean-Pierre Jabouille | Renault            | 28     | 0      | DNF         | 10    | 1:26,549         |
| –    | John Watson           | Brabham-Alfa Romeo | 19     | 0      | DNF         | 02    | 1:25,874         |
| –    | Jody Scheckter        | Wolf-Ford          | 16     | 0      | DNF         | 06    | 1:27,303         |
| –    | Didier Pironi         | Tyrrell-Ford       | 8      | 0      | DNF         | 17    | 1:28,131         |
| –    | Vittorio Brambilla    | Surtees-Ford       | 7      | 0      | DNF         | 18    | 1:28,174         |

## WM-Stände nach dem Rennen
Die ersten sechs des Rennens bekamen 9, 6, 4, 3, 2 bzw. 1 Punkt(e). Es zählten nur die besten sieben Ergebnisse aus den ersten acht Rennen und die besten sieben Ergebnisse aus den letzten acht Rennen. In der Konstrukteurswertung zählte nur das Ergebnis des bestplatzierten Fahrers eines Teams.

### Fahrerwertung
| Pos. | Fahrer             | Konstrukteur       | Punkte |
| ---- | ------------------ | ------------------ | ------ |
| 01   | Mario Andretti     | Lotus-Ford         | 36     |
| 02   | Ronnie Peterson    | Lotus-Ford         | 30     |
| 03   | Niki Lauda         | Brabham-Alfa Romeo | 25     |
| 04   | Patrick Depailler  | Tyrrell-Ford       | 23     |
| 05   | Carlos Reutemann   | Ferrari            | 22     |
| 06   | Jacques Laffite    | Ligier-Matra       | 10     |
| 07   | John Watson        | Brabham-Alfa Romeo | 9      |
| 08   | Riccardo Patrese   | Arrows-Ford        | 8      |
| 09   | Jody Scheckter     | Wolf-Ford          | 7      |
| 10   | Emerson Fittipaldi | Fittipaldi-Ford    | 7      |
| 11   | Didier Pironi      | Tyrrell-Ford       | 5      |
| 12   | James Hunt         | McLaren-Ford       | 4      |
| 13   | Patrick Tambay     | McLaren-Ford       | 4      |
| 14   | Clay Regazzoni     | Shadow-Ford        | 4      |
| 15   | Alan Jones         | Williams-Ford      | 3      |
| 16   | Gilles Villeneuve  | Ferrari            | 3      |
| 17   | Jochen Mass        | ATS-Ford           | 0      |

| Pos. | Fahrer                | Konstrukteur             | Punkte |
| ---- | --------------------- | ------------------------ | ------ |
| 18   | Brett Lunger          | McLaren-Ford             | 0      |
| 19   | Vittorio Brambilla    | Surtees-Ford             | 0      |
| 20   | Jean-Pierre Jarier    | ATS-Ford                 | 0      |
| 21   | Bruno Giacomelli      | McLaren-Ford             | 0      |
| 22   | Rolf Stommelen        | Arrows-Ford              | 0      |
| 23   | René Arnoux           | Martini-Ford             | 0      |
| 24   | Héctor Rebaque        | Lotus-Ford               | 0      |
| 25   | Jean-Pierre Jabouille | Renault                  | 0      |
| 26   | Hans-Joachim Stuck    | Shadow-Ford              | 0      |
| 27   | Rupert Keegan         | Surtees-Ford             | 0      |
| 28   | Jacky Ickx            | Ensign-Ford              | 0      |
| 29   | Keke Rosberg          | Theodore-Ford / ATS-Ford | 0      |
| –    | Danny Ongais          | Ensign-Ford              | 0      |
| –    | Lamberto Leoni        | Ensign-Ford              | 0      |
| –    | Arturo Merzario       | Merzario-Ford            | 0      |
| –    | Eddie Cheever         | Hesketh-Ford             | 0      |

### Konstrukteurswertung
| Pos. | Konstrukteur       | Punkte |
| ---- | ------------------ | ------ |
| 01   | Lotus-Ford         | 49     |
| 02   | Brabham-Alfa Romeo | 31     |
| 03   | Tyrrell-Ford       | 25     |
| 04   | Ferrari            | 22     |
| 05   | Ligier-Matra       | 10     |
| 06   | Arrows-Ford        | 8      |
| 07   | Wolf-Ford          | 7      |
| 08   | McLaren-Ford       | 7      |
| 09   | Fittipaldi-Ford    | 7      |
| 10   | Shadow-Ford        | 4      |

| Pos. | Konstrukteur  | Punkte |
| ---- | ------------- | ------ |
| 11   | Williams-Ford | 3      |
| 12   | ATS-Ford      | 0      |
| 13   | Surtees-Ford  | 0      |
| 14   | Martini-Ford  | 0      |
| 15   | Renault       | 0      |
| 16   | Ensign-Ford   | 0      |
| –    | Merzario-Ford | 0      |
| –    | Theodore-Ford | 0      |
| –    | Hesketh-Ford  | 0      |